# Hull Glacier
Hull Glacier är en glaciär i Antarktis. Den ligger i Västantarktis. Inget land gör anspråk på området. Hull Glacier ligger 66 meter över havet.
Terrängen runt Hull Glacier är platt åt nordost, men åt sydväst är den kuperad.  Trakten är obefolkad. Det finns inga samhällen i närheten.